# Словачка евангеличка црква у Силбашу
Словачка евангеличка црква у Силбашу, насељеном месту на територији општине Бачка Паланка, подигнута је 1838. године.
Данашњи изглед добила је 1886. године, а саграђена је углавном доприносима верника. Словачка црква веома је водила рачуна о деци, тако да је  обезбеђивала место за наставу и успевала је да плаћа учитеља. Први свештеник био је Самуел Бабилон.